# Багровый коготь
«Багровый коготь» (англ. The Scarlet Claw, 1944) — американский художественный фильм Рой Уильяма Нила, восьмой из серии фильмов, посвящённых приключениям Шерлока Холмса и доктора Ватсона, с участием Бэйзила Рэтбоуна, Найджела Брюса. Многие критики и поклонники данной серии фильмов считают этот фильм лучшим из 12, снятых на студии «Юниверсал».

## Сюжет
Холмс и Ватсон в Канаде участвуют в конференции по оккультным наукам. Они получают телеграмму от Леди Пенроуз из маленькой деревушки Ла Морт Руж с просьбой о помощи. Холмс собирается отказаться, но получает новое сообщение — леди Пенроуз была зверски убита. Холмс и Ватсон прибывают в отдаленную деревню…

## Характерные особенности
- Фильм основан на оригинальном сценарии и не включает элементы рассказов Конан-Дойля.
- В этом фильме не снимаются Мария Гордон (Миссис Хадсон) и Деннис Хоя (Лестрейд).
- Действие фильма происходит в Канаде.
- В конце фильма Холмс цитирует Уинстона Черчилля.

## В ролях
- Бэзил Рэтбоун / Шерлок Холмс
- Найджел Брюс / доктор Ватсон
- Джеральд Хамер / Поттс
- Пол Кэвэна / Лорд Пенроуз
- Артур Холь / Эмиль Журнет
- Кей Мари Хардинг / Журнет
- Мили Мандер / судья Бриссон
- Дэвид Клайд / Томпсон
- Иан Вулф / Дрейк
- Виктория Хорн / Нора
- Джордж Кирби / Отец Пьер
- Франк О'Коннор / Извозчик
- Гарри Аллен / Тейлор (кладовщик)

В титрах не указаны
- Скелтон Кнаггс / селянин в пабе
- Гертруда Астор / леди Лиллиан Джентри Пенроуз